# Laurent Bénégui
Laurent Bénégui (ur. 14 maja 1959 w Paryżu) –  reżyser, scenarzysta (W krzywym zwierciadle wyobraźni, 1997) i producent filmowy (Pełnym gazem, 1996).
Urodził się jako syn Léopolda i Nicole Bénégui.